# كلية الطب (جامعة الأنبار)
كلية الطب بجامعة الأنبار هي كلية طب حكومية عراقية تأسست عام 1989، وبدأت الدراسة بها في العام الدراسي 1990/1991 بقبول 67 طالبًا وطالبة.
مدة الدراسة بالكلية 6 سنوات، يُمنح الخريجون بعدها شهادة البكالوريوس في الطب والجراحة العامة، وقد افتُتحت الدراسات العليا في الكلية في العام الدراسي 1994–1995 لنيل شهادة الدبلوم العالي في اختصاصات الباطنية والجراحة والنسائية والماجستير في اختصاصات الأحياء المجهرية. في العام الدراسي 1998-1999 تم استحداث دراسة الدبلوم العالي في طب الأطفال والماجستير في علم الأدوية. في العام الدراسي 2010 – 2011 تم استحداث دراسة الماجستير في طب المجتمع.

## عمداء الكلية
- طارق الحديثي (1990 ـ 1994)
- عجيل محمود العجيل (1995 ـ 1996)
- سعد صالح العاني (1997 ـ 2000)
- صباح عبد الله العبيدي (2000 ـ 2001)
- عبد السلام عبد الله العاني (2001 ـ 2002) بالوكالة
- صلاح نوري العاني (2003 ـ 2005)
- فخري جميل الدلة علي (2005 ـ 2006)
- عبد الله صالح الحسن (2006 ـ 2012)
- صلاح نوري العاني (2012 -2015)
- زياد حماد عبد (2015 - 2017)
- ذاكر محمد الفهداوي (2017 - 2023)
- وليد نصار (2023 - )

## وصلات خارجية
- الموقع الرسمي للكلية